# Temple of Israel
De Temple of Israel is een monumentale, voormalige liberale Joodse congregatie en synagoge (thans een kerk) in Rockaway Beach (meer bepaald in Hammels) in de Amerikaanse stad New York. Het huidige gebouw heeft in 1922 het vorige vervangen, dat het twee jaar eerder afbrandde. In 2014 is het gebouw opgenomen in de National Register of Historic Places, waardoor het de status van monument heeft verkregen.

## Geschiedenis
De congregatie werd in 1894 opgericht als Beth Israel of Temple Israel. Het eerste gebouw uit 1900 was opgetrokken uit hout en gevestigd op South Fairview Avenue nummer 10. Op 18 december 1920 werd het gebouw door een brand verwoest. Kort daarop begon de bouw van een nieuwe synagoge op dezelfde locatie, al was de straatnaam inmiddels gewijzigd in Beach 84th Street. In september 1922 werd de nieuwe synagoge geopend. Het gebouw is ontworpen in neoclassicistische stijl en opgetrokken uit een stalen frame dat bekleed is met baksteen. Aan de voorgevel, naast de entree, zijn stenen kolommen in de ionische orde geplaatst en de ramen ernaast zijn rijk gedecoreerd met brandschildering, met daarop onder andere een davidster. Op de eerste verdieping zijn kleine glas-in-loodramen te vinden.
In 2001 sloot de synagoge haar deuren. Sinds 2002 is er een pinksterbeweging onder leiding van Haven International Ministries in het gebouw gehuisvest.

## Galerij

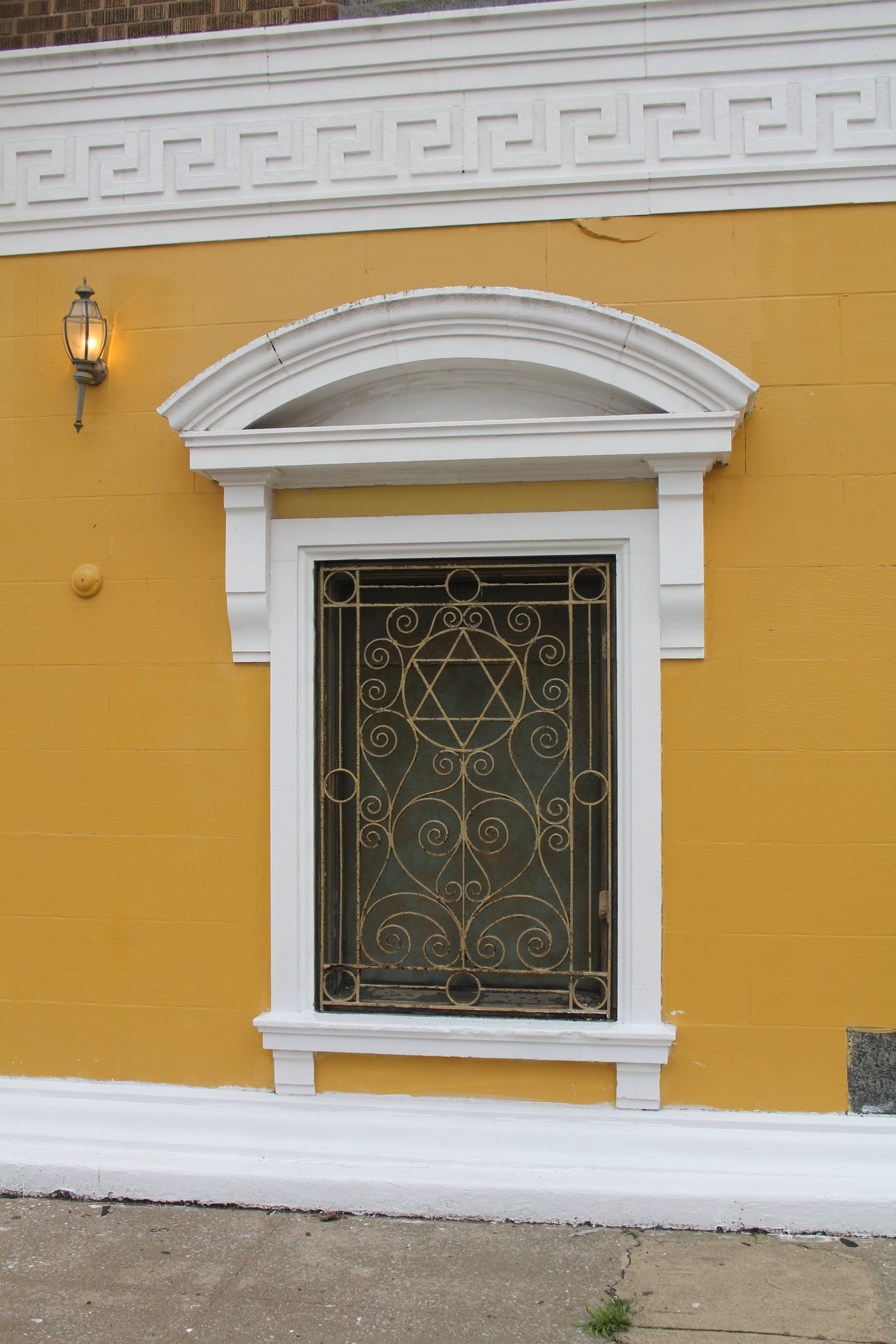
Gebrandschilderde ramen naast de entree (2015)
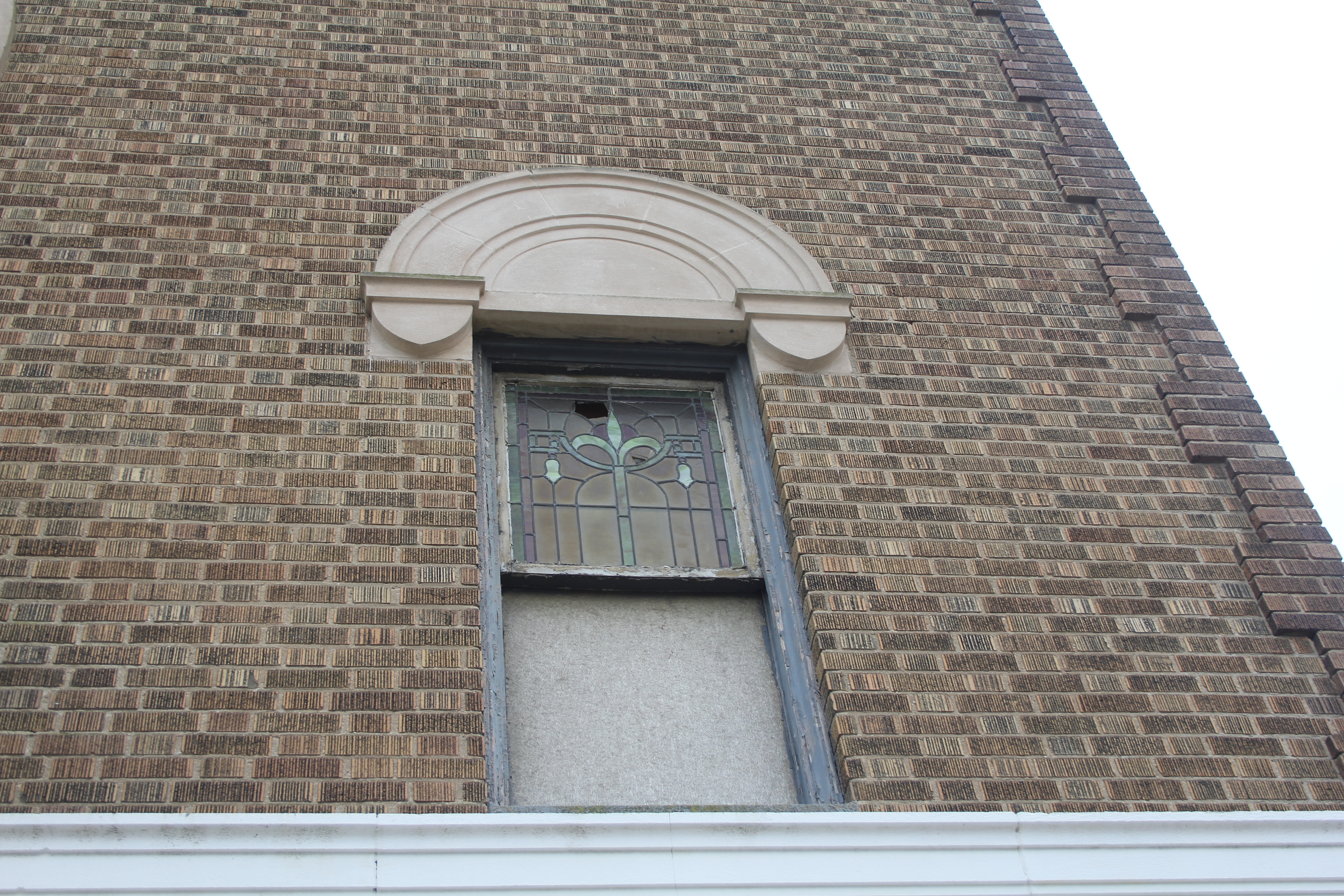
Glas-in-loodramen op de eerste verdieping (2015)
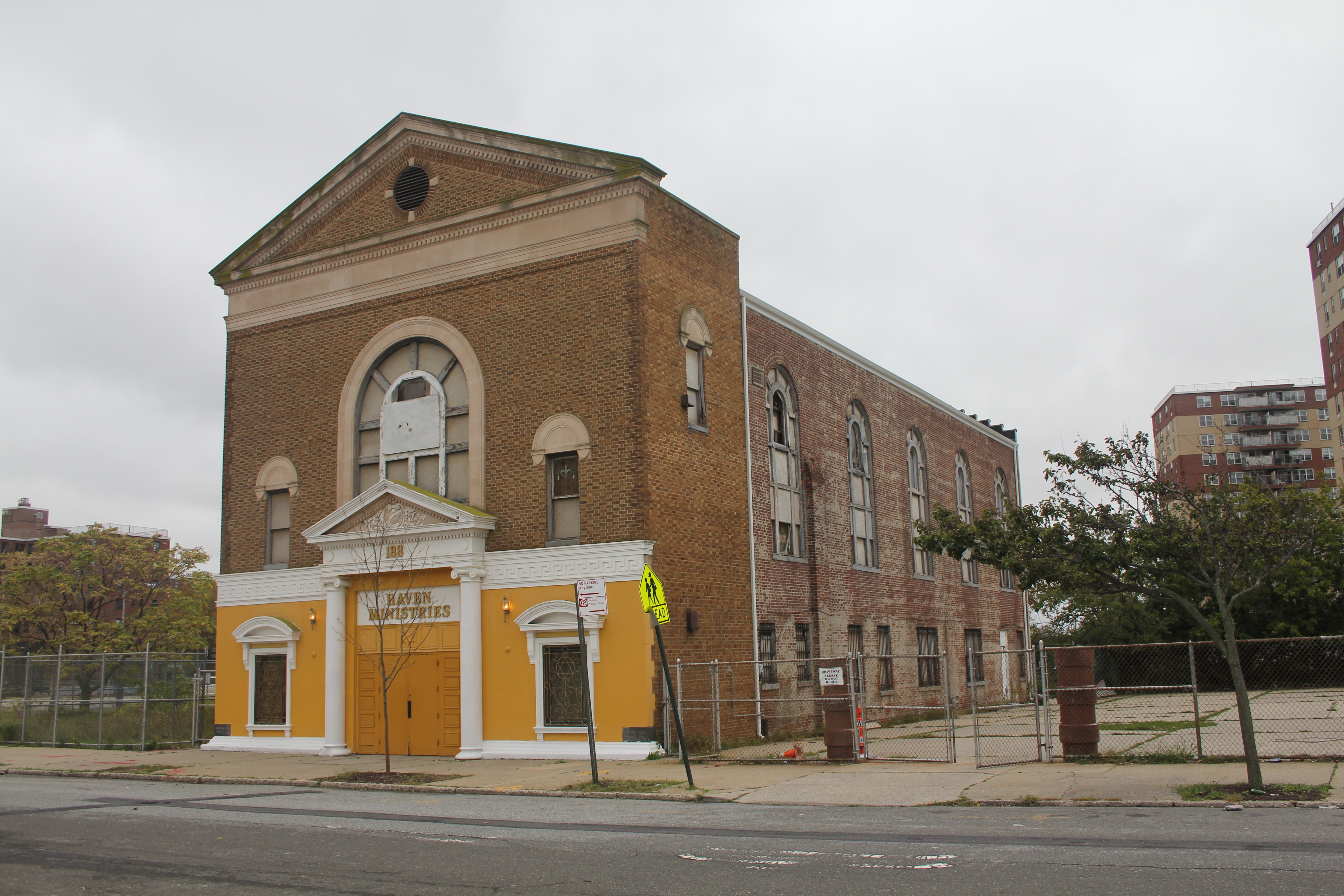
Voor- en zijgevel (2015)
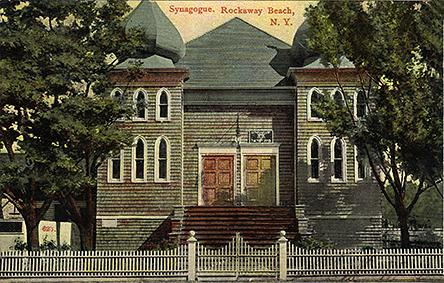
Eerste synagoge (vóór 1920)